# Кабак, Валерий Иванович
Валерий Иванович Кабак (Родился 1 мая 1944 в городе Рыбница, Молдавия) — проректор Бельцкого государственного университета имени Алеку Руссо.

## Образование и функции
- механико-математический факультет МГУ, Москва (1970).
- кандидат физико-математических наук (1976)[1].
- доцент (1984).
- зав.кафедрой математического анализа (1977—1978).
- преподаватель, старший преподаватель, доцент кафедры математического анализа (с 1970)
- профессор кафедры прикладной информатики и информационных технологий (1995).
- декан факультета «Педагогика и методика начального образования» (1978—1980 годы).
- проректор по учебной работе (1980—1987 годы).
- ректор Государственного Педагогического Института, Алеку Руссо (1985—1986).
- глава департамент электроники и компьютерных наук (1988—1989 годы).
- учёный секретарь университета (Сената) (1989—2003 годах)
- первый проректор (с 2003 по 2010).
- доцент кафедры прикладной информатики и информационных технологий (с 2010)

## Награды
- Знак «Отличник народного образования Молдавской ССР» (1972 год)
- Почётное звание «Om emerit»
- Медаль «Meritul Civic»
- звание «Professor Emeritus» (2010)

## Публикации
- 134 научные работы
- Основы информатики и вычислительной техники (учебное пособие, с Н. Ш. Блаунштейном). Кишинёв: КГУ, 1988.
- Основы информатики и вычислительной техники (учебное пособие для естественных и общественных специальностей вузов, с Н. Ш. Блаунштейном). Кишинёв: КГУ, 1990.

## Преподавал дисциплины
- Методика обучения информатики
- Информационные и коммуникационные технологии в образовании
- Научные исследования в дидактике
- Прикладная математика в экономике